# Hyperoscelis veternosa
Hyperoscelis veternosa is een muggensoort uit de familie van de Canthyloscelididae. De wetenschappelijke naam van de soort is voor het eerst geldig gepubliceerd in 1969 door Mamaev & Krivosheina.